# Bouwend Nederland

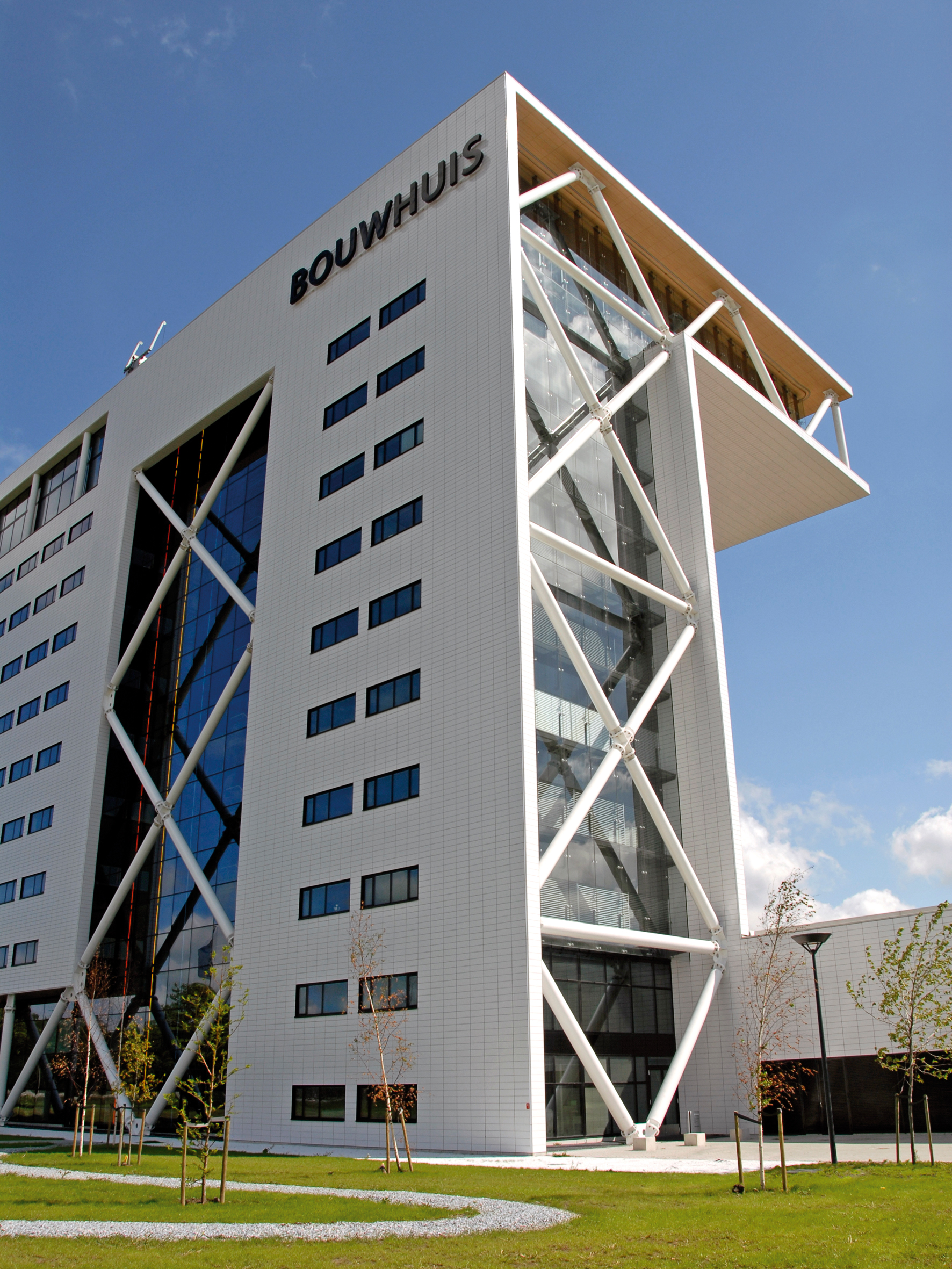
Het Bouwhuis, het hoofdkantoor van Bouwend Nederland in Zoetermeer

Bouwend Nederland is een Nederlandse brancheorganisatie voor bedrijven in de bouw- en infrastructuursector. De vereniging kent ongeveer 4300 leden.
De huidige voorzitter is Arno Visser. Hij heeft Maxime Verhagen op 16 maart 2023 opgevolgd.

## Vereniging
De vereniging Bouwend Nederland kent een algemeen bestuur, bestaande uit 27 leden, en een bestuur, met 7 leden. In beide bestuurslagen zijn grote, middelgrote en kleine ondernemingen in woning- en utiliteitsbouw en infrastructuur vertegenwoordigd.

## Geschiedenis
Bouwend Nederland is opgericht op 22 december 2004 toen het Algemeen Verbond Bouwbedrijf met (BouwNed), VIANED, Bolegbo-vok en vocBetonbouw fuseerden. De voorzitter van de grootste vereniging, Elco Brinkman werd voorzitter van de nieuwe organisatie. 
Brinkman werd in juli 2013 door Maxime Verhagen opgevolgd als voorzitter.

## Activiteiten
Volgens de statuten is de doelstelling van Bouwend Nederland: Bouwend Nederland stelt zich ten doel het behartigen van de belangen van haar leden in de sectoren bouw en infrastructuur, het afsluiten van collectieve arbeidsovereenkomsten, het verstrekken van informatie en adviezen aan de leden, het verlenen van diensten aan de leden en het creëren van ledenbinding, alsmede al hetgeen met het vorenstaande verband houdt of daartoe bevorderlijk kan zijn in de ruimste zin des woords. De vereniging heeft drie daarvoor drie kerntaken; belangenbehartiging, brancheontwikkeling en ledenservice.
Als speerpunten noemt Bouwend Nederland:
- Woningmarkt
- Duurzaamheid
- Aanbesteden en contracten
- Water
- Mobiliteit
- Ketenoptimalisatie
- Modern personeelsbeleid
- AOW
- CAO

Bouwend Nederland heeft medio 2013 4.500 aangesloten bedrijven, deze betalen 0,26 promille van hun jaaromzet in Nederland aan contributie.